# Мурашник (село)
Мурашник (до 1946 року — Дільниця Сьома, в 1946—2025 роках — Муравейник) — село в Україні, у Генічеській міській територіальній громаді Генічеського району Херсонської області. Населення становить 92 осіб.

## Населення

### Мова
Розподіл населення за рідною мовою за даними перепису 2001 року:
| Мова            | Кількість | Відсоток |
| --------------- | --------- | -------- |
| російська       | 77        | 82.80 %  |
| українська      | 7         | 7.53 %   |
| румунська       | 2         | 2.15 %   |
| інші/не вказали | 6         | 7.52 %   |
| Усього          | 93        | 100 %    |

## Історія
Утворене в 1925 році як дільниця № 7 колгоспу імені Сталіна. У 1946 році населений пункт Дільниця Сьома перейменовано на хутір Муравейник. У середині XX ст. хутір став селом.
12 червня 2020 року відповідно до Розпорядження Кабінету Міністрів України № 726-р «Про визначення адміністративних центрів та затвердження територій територіальних громад Херсонської області» село ввійшло до складу Генічеської міської громади.
19 липня 2020 року, в результаті адміністративно-територіальної реформи та ліквідації колишнього Генічеського району увійшло до складу новоутвореного Генічеського району.
24 лютого 2022 року село тимчасово окуповане російськими військами під час російсько-української війни.
У 2025 році перейменоване на Мурашник.